# Potcoava
Potcoava est une ville roumaine du județ d'Olt, dans la région historique de Valachie et dans la région de développement du Sud-ouest.

## Géographie
La ville de Potcoava est située en Munténie, dans le nord-est du județ, à la limite avec le județ d'Argeș, sur un sous-affluent du Danube par la Vedea, dans la plaine de Boian, à 30 km au nord-est de Slatina.
La ville est composée des localités suivantes (population en 1992) :
- Potcoava (2 460), siège de la municipalité ;
- Potcoava-Fălcoeni (1 126) ;
- Sinești (1 009) ;
- Trufinești (274) ;
- Valea Merilor (1 259).

## Histoire
La première mention écrite de potcoava date de 1423. Potcoava a obtenu le statut de ville en 2004.

## Politique
| Parti | Parti                                                 | Sièges |
| ----- | ----------------------------------------------------- | ------ |
|       | Parti social-démocrate (PSD)                          | 10     |
|       | Parti national libéral (PNL)                          | 2      |
|       | Union nationale pour le progrès de la Roumanie (UNPR) | 2      |
|       | Alliance des libéraux et démocrates (ALDE)            | 1      |

## Démographie
Lors du recensement de 2011, 87,65 % de la population se déclarent roumains, 7,22 % comme roms (5,08 % ne déclarent pas d'appartenance ethnique et 0,03 % déclarent appartenir à une autre ethnie).
De plus, 93,47 % de la population se déclarent chrétiens orthodoxes (1,42 % d'une autre confession, 5,1 % ne répondent pas à la question).

## Économie
L'économie de la commune repose sur l'agriculture et l'élevage. Potcoava est le lieu d'une exploitation d'extraction de pétrole et de gaz naturel. La ville possède également une usine textile et des unités de productions alimentaires.

## Communications

### Routes
Potcoava est située à 10 km de la route nationale DN65 Slatina-Pitești.

### Voies ferrées
Potcoava est desservie par la ligne de chemin de fer Slatina-Pitești.

## Lieux et monuments
- Potcoava, église Sainte Parascheva (Sf. Paraschieva) de 1684.